# 横江竜司
横江 竜司 （よこえ りゅうじ、1978年1月18日 - ）は、宮城県黒川郡出身のモーターサイクル・ロードレースライダー。2006年全日本ロードレース選手権GP250クラス年間チャンピオン（GP250クラス実施レース6戦全勝）。 

## 戦績

### 全日本ロードレース選手権
- 1997年 GP125デビュー。
- 1998年 GP125 ランキング9位。
- 1999年 GP125 ランキング33位  SP忠男レーシングチームから参加（ヤマハ）。
- 2000年 GP250 ランキング25位  RACING TEAM森のくまさん から参戦（ヤマハ）。
- 2001年 GP250 ランキング7位（1勝） 森のくまさんMIZTECBBI から参戦（ヤマハ）。
- 2002年 GP250 ランキング6位 森のくまさんMIZTEC RT から参戦（ヤマハ）。
- 2003年 GP250 ランキング6位（最高位3位） 森のくまさんMIZTEC・RT から参戦（ヤマハ）。
- 2004年 GP250 ランキング7位（最高位3位） 森のくまさんMIZTEC･RT-佐藤塾から参戦（ヤマハ）。
- 2005年 GP250 ランキング2位（最高位2位4回） RT森のくまさん佐藤塾から参戦（ヤマハ）。
- 2006年 GP250 年間チャンピオン（6勝） RT森のくまさん佐藤塾仙台から参戦（ヤマハ）。
- 2007年 JSB1000 ランキング20位  RT森のくまさん佐藤藤塾仙台から参戦（ヤマハ）。
- 2008年 JSB1000 ランキング9位  RT森のくまさん佐藤塾から参戦（ヤマハ）。
- 2009年 JSB1000 ランキング9位  RT森のくまさん佐藤塾から参戦（ヤマハ）。
- 2010年 ST600 RT森のくまさん佐藤塾 から参戦（ヤマハ）。
- 2011年 ST600 RT森のくまさん佐藤塾 から参戦（ヤマハ）。
- 2012年 ST600 RT森のくまさん佐藤塾 から参戦（ヤマハ）。
- 2013年 ST600 RT森のくまさん佐藤塾 から参戦（ヤマハ）。